# Chouriço de cebola

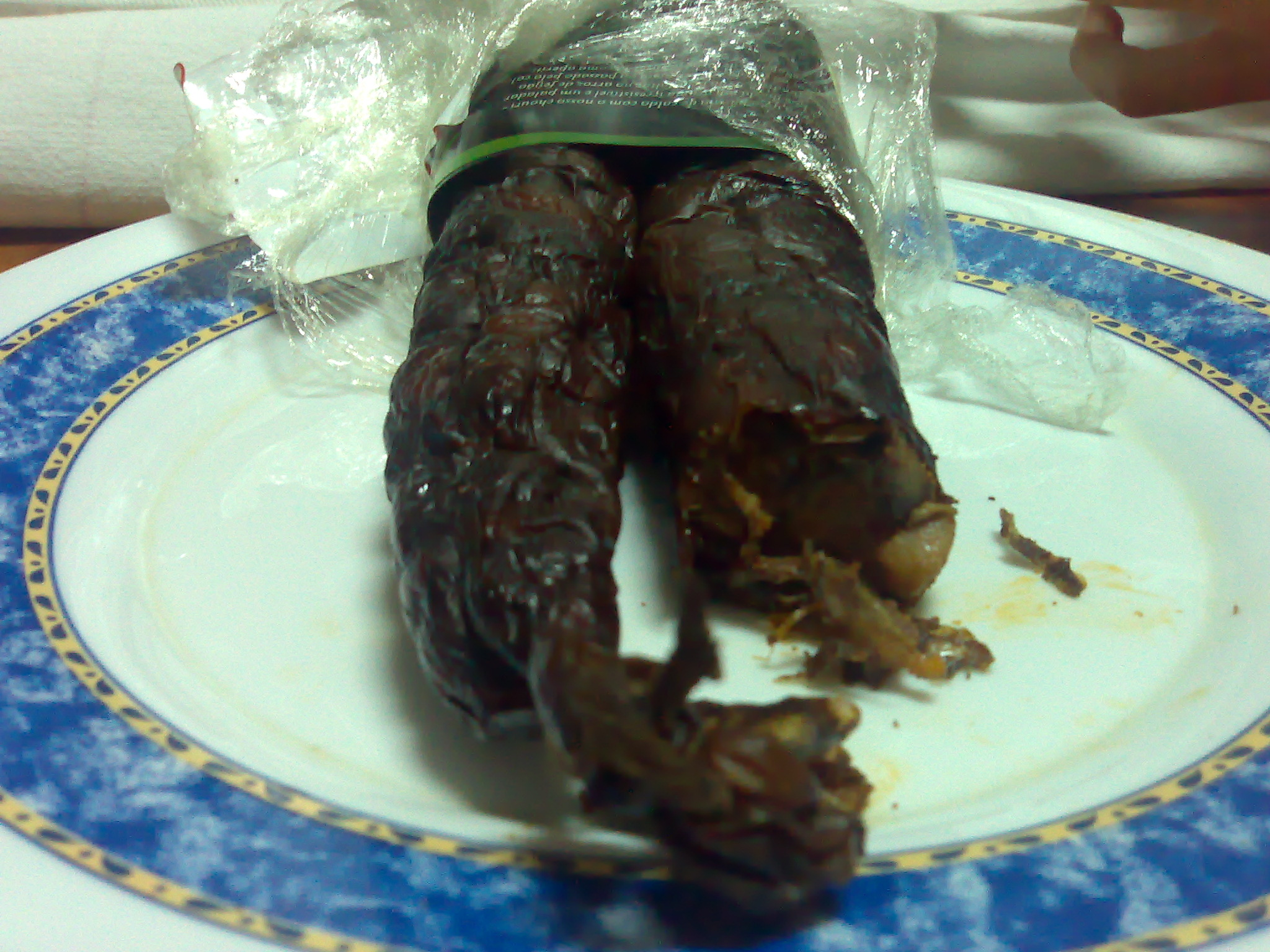
Chouriço de cebola.

El Chouriço de cebola es un embutido (enchido) típico de la cocina portuguesa, más concretamente de la ciudad de Ponte de Lima, en la región del Minho, al norte del país. Se trata de un embutido con forma de chorizo que contiene carne de cerdo picada en diferentes tamaños y que contiene cebolla cortada en cubos. La cebolla le concede un paladar y una textura característicos, que lo diferenciam claramente de los demás chouriços portugueses de carne. 

## Usos
Puede ser consumido como aperitivo, asado o cocido. Es una de los ingredientes de diversas recetas de rojões à moda do Minho.